# Ozan Kökçü
Ozan Can Kökçü (Haarlem, 18 augustus 1998) is een Nederlands-Turks-Azerbeidzjaanse voetballer die doorgaans als aanvaller speelt. In september 2022 debuteerde hij in het Azerbeidzjaans voetbalelftal.

## Carrière
Ozan Kökçü speelde in de jeugd van IJ.V.V. Stormvogels, FC Groningen en Feyenoord. Hij vertrok in 2017 transfervrij naar Bursaspor, waar hij in het seizoen 2017/18 slechts twee bekerwedstrijden speelde. Dit waren twee korte invalbeurten tegen Yeni Altındağ Belediyespor en Adanaspor. De tweede seizoenshelft wordt hij verhuurd aan RKC Waalwijk. In het seizoen 2018/19 speelt hij op huurbasis voor Giresunspor in de TFF 1. Lig. Daarna vertrok hij naar Sabah FC. In januari 2021 werd hij verhuurd aan Telstar, wat hem na een half jaar definitief overnam. Medio 2022 ging hij naar FC Eindhoven. In 2024 tekende hij bij HJK Helsinki.

### Statistieken
| Seizoen                   | Club           | Competitie     | Competitie | Competitie | Beker | Beker | Internationaal | Internationaal | Overig* | Overig* | Totaal | Totaal |
| Seizoen                   | Club           | Competitie     | Wed.       | Dlp.       | Wed.  | Dlp.  | Wed.           | Dlp.           | Wed.    | Dlp.    | Wed.   | Dlp.   |
| ------------------------- | -------------- | -------------- | ---------- | ---------- | ----- | ----- | -------------- | -------------- | ------- | ------- | ------ | ------ |
| 2017/18                   | Bursaspor      | Süper Lig      | 0          | 0          | 2     | 0     | —              | —              | —       | —       | 2      | 0      |
| 2017/18                   | → RKC Waalwijk | Eerste divisie | 14         | 1          | 0     | 0     | —              | —              | —       | —       | 14     | 1      |
| 2018/19                   | → Giresunspor  | TFF 1. Lig     | 14         | 0          | 2     | 0     | —              | —              | —       | —       | 16     | 0      |
| 2019/20                   | Sabah FC       | Premyer Liqası | 15         | 1          | 2     | 0     | —              | —              | —       | —       | 17     | 1      |
| 2020/21                   | Sabah FC       | Premyer Liqası | 12         | 0          | 0     | 0     | —              | —              | —       | —       | 12     | 0      |
| 2020/21                   | → Telstar      | Eerste divisie | 18         | 2          | 0     | 0     | —              | —              | —       | —       | 18     | 2      |
| 2021/22                   | Telstar        | Eerste divisie | 29         | 2          | 3     | 0     | —              | —              | —       | —       | 32     | 2      |
| 2022/23                   | FC Eindhoven   | Eerste divisie | 35         | 6          | 2     | 1     | —              | —              | 1       | 0       | 38     | 7      |
| 2023/24                   | FC Eindhoven   | Eerste divisie | 38         | 12         | 2     | 0     | —              | —              | —       | —       | 40     | 12     |
| 2024/25                   | HJK Helsinki   | Veikkausliiga  | 10         | 0          | 6     | 1     | 10             | 0              | —       | —       | 26     | 1      |
| Carrièretotaal            | Carrièretotaal | Carrièretotaal | 185        | 24         | 19    | 2     | 10             | 0              | 1       | 0       | 215    | 26     |
| Bijgewerkt op 1 juli 2025 |                |                |            |            |       |       |                |                |         |         |        |        |

*Overige wedstrijden, te weten play-offs Nederlands voetbal

## Persoonlijk
Ozan Kökçü is de oudere broer van Orkun Kökçü, die in 2018 debuteerde in het betaald voetbal voor Feyenoord. 